# Dado ambiental
Dado ambiental é uma maneira genérica de referir-se a qualquer tipo de informação estruturada que diz respeito a mensuração ou avaliação de condições do meio ambiente. Tais dados são utilizados em uma ampla gama de aplicações, que inclui a previsão meteorológica, o monitoramento de recursos hídricos e de qualidade das águas, a agricultura de precisão e a prevenção de desastres naturais, entre outras. Os dados ambientais podem ser capturados de modo manual ou automático, sendo, neste caso, razão para o desenvolvimento de instrumentos específicos. Dentre estes equipamentos, há as chamadas plataformas de coleta de dados (PCDs). 
Dentre os tipos mais comuns de dados ambientais, destacam-se: 
- Dados hidrológicos: vazão de cursos d'água, nível de rios (à justante e à montante), difluência, cotas de atenção e estiagem, pluviosidade.
- Dados meteorológicos: temperatura ambiente, pressão atmosférica, umidade relativa, ponto de orvalho.
- Dados oceanográficos: nível do mar, corrente superfície, corrente meia-água, corrente fundo, altitude média de ondas, swell.
- Dados atmosféricos: concentrações de partículas (material particulado), monóxido de carbono, óxidos de nitrogênio, ozônio, dióxido de enxofre.

Outros dados de caráter não ambiental podem ser mensurados para prever reações ambientais, tais como percolação em solos, declividade de superfícies, reflectância e albedo, entre outros. Tais dados auxiliam na compreensão das interações que podem ensejar condições específicas de comportamento dos sistemas ambientais.
Uma outra conceituação permite afirmar que os dados ambientais são aqueles que são baseados na medida das pressões do ambiente, no estado do ambiente e no impacto nos ecossistemas. Eles são as letras “P” (pressures), “S” (state) e “I” (impact) do modelo DPSIR, onde D = Drivers (motrizes), P = Pressures (pressões), S = State (estado), I = Impact (impacto) e R = Response (resposta). 
Os dados ambientais são normalmente gerados por instituições que aplicam o direito ambiental ou realizam pesquisas ambientais. Estatísticas ambientais são normalmente geradas por escritórios de estatísticas e também são consideradas como dados ambientais. Dados socioeconômicos e outros dados estatísticos (geralmente o “D” e o “R” do modelo DPSIR) não são considerados como dados ambientais. Entretanto, eles devem ser integrados em avaliações ambientais globais. Normalmente este tipo de dado é armazenado por outras instituições diferentes da administração ambiental (por exemplo, Escritórios Estatísticos Nacionais, como o IBGE). A mesma situação é considerada para dados geográficos, que não são considerados como dados ambientais, mas devem estar disponíveis para políticas ambientais e informações ambientais.
Todo os dados gerados pela execução do direito ambiental são considerados como dados ambientais.

## No Brasil
O Brasil possui um Sistema Brasileiro de Coleta de Dados Ambientais (SINDA), organizado pelo Instituto Nacional de Pesquisas Espaciais. A constituição de um sistema de dados ambientais decorre de Política Nacional de Meio Ambiente (Lei 6.938/1981), que especifica, entre seus objetivos, à difusão de tecnologias de manejo do meio ambiente, à divulgação de dados e informações ambientais e à formação de uma consciência pública sobre a necessidade de preservação da qualidade ambiental e do equilíbrio ecológico (art. 4º. V).